# Поневолені народи
«Поневолені народи» (англ. "Captive Nations") — термін, який виник у США для позначення країн, що перебувають під владою недемократичних режимів. Під час холодної війни, коли з'явилася ця фраза, вона стосувалася країн, що перебували під комуністичним правлінням, насамперед радянським.

## Історія
У рамках стратегії Сполучених Штатів під час холодної війни у 1959 році за Публічним законом 86-90 президентом Двайтом Девідом Айзенгавером була створена антикомуністична правозахисна група — Національний комітет поневолених націй. Ключову роль у ньому відіграв американський економіст і дипломат українського походження Лев Добрянський. Прийняття законопроєкту лобіювало Американське відділення Антибільшовицького блоку націй.
Закон також заснував Тиждень поневолених народів, який відтоді традиційно проголошується на третій тиждень липня. Цей крок спрямований на підвищення обізнаності громадськості про проблеми народів, що перебувають під контролем комуністичних та інших недемократичних урядів.
Початковий Публічний закон 86-90 конкретно називав такі «поневолені народи»:
- Польща (Польська Республіка)
- Угорщина (Угорська Народна Республіка)
- Литва (Литовська Радянська Соціалістична Республіка)
- Україна (Українська Радянська Соціалістична Республіка)
- Чехословаччина (Чехословацька Соціалістична Республіка)
- Латвія (Латвійська Радянська Соціалістична Республіка)
- Естонія (Естонська Радянська Соціалістична Республіка)
- Білорусь (Білоруська Радянська Соціалістична Республіка)
- Румунія (Соціалістична Республіка Румунія)
- Німеччина (Німецька Демократична Республіка)
- Болгарія (Народна Республіка Болгарія)
- Континентальний Китай
- Вірменія (Вірменська Радянська Соціалістична Республіка)
- Азербайджан (Азербайджанська Радянська Соціалістична Республіка)
- Грузія (Грузинська Радянська Соціалістична Республіка)
- Північна Корея (Корейська Народно-Демократична Республіка)
- Албанія (Народна Соціалістична Республіка Албанія)
- Ідель-Урал
- Тибет (Тибетський автономний район)
- Козакія
- Туркестан
- Північний В'єтнам (Демократична Республіка В'єтнам)

## Критика
Російські емігранти, які проживають у США, критикували закон, оскільки, говорячи про «російський комунізм» та «імперіалістичну політику комуністичної Росії», цей закон неявно прирівнював терміни «російський», «комуністичний» та «імперіалістичний». Зокрема, Конгрес російських американців стверджував, що закон був антиросійським, а не антикомуністичним, оскільки список «поневолених націй» не включав росіян, таким чином маючи на увазі, що провина за комуністичні злочини лежить на росіянах як нації, а не лише на радянській системі. На думку російського письменника Андрія Циганкова, причиною цього є те, що закон був розроблений Левом Добрянським, якого російські американці вважають українським націоналістом. Члени Конгресу провели кампанію за скасування закону про «поневолені народи».
Група американських істориків опублікувала заяву, в якій стверджувалося, що закон значною мірою ґрунтувався на дезінформації та зобов'язував США допомагати ефемерним «народам», таким як Козакія та Ідель-Урал.
Серед опонентів закону були Григорій Щеботарев, Степан Тимошенко, Микола Рязановський, Гліб Струве, Ніколай Тімашев.
На пресконференції 1959 року президент США Двайт Д. Айзенгавер заявив: «Ну, звичайно, вони не визнають, що існують поневолені народи. Вони мають власну пропаганду. Вони представляють своїм народам, в тому числі й світові, наскільки це можливо, картину, яка, як ми знаємо, є спотвореною і неправдивою».

## Сучасна версія
Американські лідери продовжують традицію святкування Тижня поневолених народів і щороку видають нову версію Прокламації. Сучасні прокламації не стосуються конкретних націй чи держав. Останнім президентом США, який конкретизував перелік країн з репресивними режимами, був Джордж Буш-молодший, чия Прокламація 2008 року згадує Білорусь і Північну Корею (у 1959 році Білорусь позначалася як Біла Русь). Джордж Буш схарактеризував лідерів цих двох країн як «деспотів».
Оголошуючи в липні 2009 року Тиждень поневолених народів, президент Барак Обама заявив, що хоча холодна війна закінчилася, побоювання, висловлені президентом Айзенгавером, залишаються актуальними.